# Avenue P
Avenue P – stacja metra nowojorskiego, na linii F. Znajduje się w dzielnicy Brooklyn, w Nowym Jorku i zlokalizowana jest pomiędzy stacjami Avenue N oraz Kings Highway. Została otwarta 16 marca 1919.